# Hospedería de la Entrada

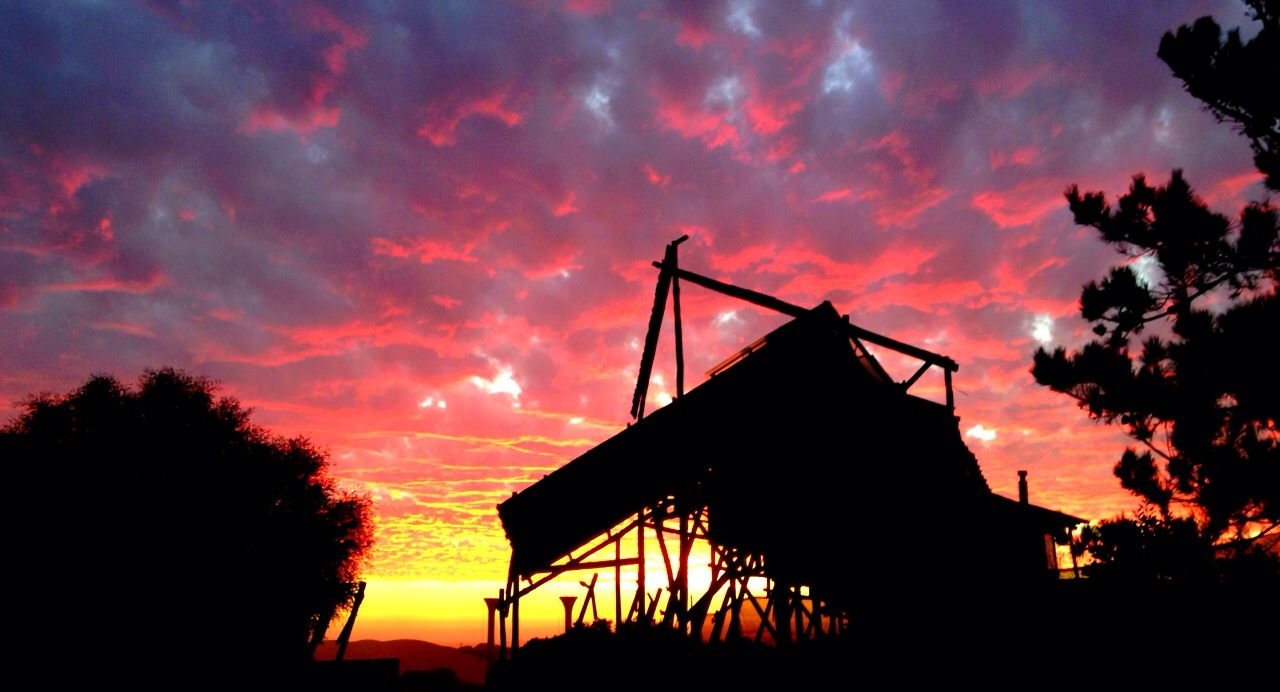
Hospedería de la Entrada

La Hospedería de la Entrada, también conocida como Hospederías de la Entrada, es una hospedería, dentro del contexto de la Ciudad Abierta. Fue diseñada por Boris Ivelic y otros miembros de la Ciudad Abierta y construida en 1985. El piso de la obra se encuentra construido en madera, la estructura en pino impregnado, el recubrimiento exterior de las paredes de madera machihembrada y la cubierta de la techumbre en planchas de ferrocemento.